# Cratere Tryggvadóttir
Tryggvadóttir  è un cratere sulla superficie di Mercurio. È intitolato all'artista e poetessa islandese Nína Tryggvadóttir.